# Caledonian Railway
A Caledonian Railway foi uma importante companhia ferroviária que operou na Escócia. Ela foi criada no início do século XIX e foi absorvida quase um século mais tarde pela London, Midland and Scottish Railway, no agrupamento ferroviário de 1923, por meio do Decreto Ferroviário de 1921. Devido a complicações legais não foi possível realizar a fusão em 1 de janeiro de 1923, como a maioria das outras companhias, mas foi adiada para 1 de julho de 1923 (junto com a North Staffordshire Railway).

## Engenheiros mecânicos chefe
- Robert Sinclair 1847-1856
- Benjamin Connor 1856-1876
- George Brittain 1876-1882
- Dugald Drummond 1882-1890
- Hugh Smellie 1890
- John Lambie 1891-1895
- John F. McIntosh 1895-1914
- William Pickersgill 1914-1923